# 싸움의 기술
《싸움의 기술》은 2006년 1월 5일 개봉한 대한민국의 영화이다. 싸움을 잘하는 법을 배우기 위해 만난 어른과의 관계를 통해, 소년의 성장과정을 그린 영화이다. 신한솔 감독의 장편 데뷔작이다.

## 줄거리
재훈은 빠코랑 싸워서 처참하게 달리고 빠코(홍승진)가 내뱉은 가래침을 핥는 등의 굴욕을 당한다. 그 길로
- 붕어: 미행한 뒤 폐건물에서 싸운다. 병태는 여태
- 비린내: 붕어를 쓰러뜨린 후 자동판매기에서 캔음료 쿠우를 뽑아 자신이 신던 양말에 넣는다. 그걸로 아파트 엘리베이터 안에서 비린내를 도발하고는 순식간에 기습하여 두들겨 팬다.
- 빠코:

## 출연진

### 주인공
- 백윤식 : 오판수 역
- 재희 : 송병태 역

### 주변 인물
- 김응수 : 송병호 역
- 최여진 : 영애 역
- 박원상 : 안 계장 역
- 홍승진 : 빠코 역
- 박기웅 : 재훈 역
- 전재형 : 붕어 역
- 권병길 : 하씨 역
- 손병욱 : 용호 역
- 김승열 : 비린내 역

### 그 외 인물
- 신현탁 : 악어 역
- 김영훈 : 빽상어 역
- 맹봉학 : 기계선생 역
- 박성준 : 담임선생 역
- 이상훈 : 장호 역
- 오순태 : 용국 역
- 양창완 : 형사 1 역
- 배상철 : 형사 2 역
- 이준식 : 학생 1 역
- 전성환 : 학생 2 역
- 노종철 : 학생 3 역
- 송승현 : 학생 4 역
- 김미라 : 음악선생 역
- 이힘찬 : 고시생 역
- 장준녕 : 목욕탕 건달 1 역
- 조석현 : 목욕탕 건달 2 역
- 박태민 : 용호 일당 1 역
- 정미남 : 용호 일당 2 역
- 차승열 : 용호 일당 3 역
- 손상경 : 공원 애정남 역
- 김채연 : 공원 애정녀 역
- 이승연 : 영어 선생 역
- 변승현 : 영안실 직원 역
- 오주희 : 마담 역
- 한정훈 : 웨이터 역
- 장성현 : 정복경찰 역
- 박종하 : 의사 역
- 정윤아 : 간호사 역
- 허종수 : 검사 역
- 심우창 : 판사 역
- 오창경 : 변호사 역
- 이지선 : 아파트 아이 엄마 역
- 도윤주 : 포장마차 취객 1 역
- 권중대 : 포장마차 취객 2 역
- 이동진 : 우유배달부 1 역
- 최백락 : 우유배달부 2 역
- 김무유 : 독서실생 역
- 이정주 : 붕어 애인 역

### 특별출연
- 이문식 : 무술도장 사범 역
- 윤현숙 : 다방레지 역
- 조상건 : 중국집 주인 역
- 길해연 : 영애 모 역
- 조성하 : 동수 역

## 제작진
- 감독 : 신한솔
- 조감독 : 허인석
- 연출부 : 이정민, 정윤희, 서진호
- 스크립터 : 사무엘
- 각본 : 신한솔, 민동현
- 각색 : 변승현, 허인석, 사무엘
- 촬영 : 임재수
- 촬영부 : 김무유, 김원모, 이천근, 김미영
- 조명 : 박건우
- 조명부 : 김재근, 성태경, 김보현, 이형구, 박중권, 이우승, 김동범, 고건영
- 기획 : 이서열
- 기획팀 : 권유경, 김민교
- 제작관리 : 권은경
- 프로덕션슈퍼바이저 : 이민화
- 제작 : 이서열, 정근현
- 제작실장 : 한길로
- 제작부장 : 이힘찬, 이종섭
- 제작회계 : 정윤아
- 제작부 : 한정훈, 이동진, 장성현, 전지민
- 동시녹음 : 이상준
- 음향 : 이승철 (사운드믹싱)
- 음악 : 윤민화
- 미술 : 박일현
- 세트 : 윤기찬 (무대마당)
- 특수효과 : 김태의 (데몰리션)
- 분장/헤어 : 박선
- 의상 : 김경미
- 편집 : 문인대
- 소품 : 이재성, 김정환
- 무술감독 : 이응준
- 현상 : 세방현상소
- 마케팅 : 김종훈, 장영석
- 텔레시네 : 김용범 (헐리우드필름레코더)
- 색보정 : 세방현상소
- 현장편집 : 전충훈
- 미술팀장 : 이목원
- 미술팀 : 한다정, 임은지
- 소품팀 : 최지연, 최영민
- 세트팀 : 윤귀철, 고봉주, 곽시현
- 의상팀 : 장주희, 이지연, 유진영
- 분장/헤어팀 : 이나연, 이혜경
- 아비드편집 : 김미주
- 네가컷팅 : 이수현, 노은경
- 붐오퍼레이터 : 권예영, 전상준
- 붐어시스턴트 : 고동훈
- 예고편 : 최승원 (하하하필름)
- 홈페이지 : 카인드 인포
- 포스터사진 : 윤형문
- 투자기획 : 정용욱
- 투자진행 : 이상윤, 조충환, 김원식
- 지미집 : 신진우, 박천복
- 스테디캠 : 여경보, 김석진, 전용훈
- 카메라 : 조성민, 방수용, 이종운
- 촬영장비 : 최운진
- 촬영장비팀 : 김순태, 권순만, 김동령, 윤종운, 김용범
- 발전차 : 최백락, 최영순
- 조명자비 : 한빛라이트
- 조명크레인 : 김인환
- 촬영버스 : 정광재, 탁병균
- 식당차 : 채수영
- 보험 : 안용진, 유인종
- 렉카 : 우금호
- 보조출연 : 허철 (엑스트라 피플), 김흥오 (Hung/Shun)
- 필름 : 김기문
- 마케팅관리지원 : 이승철, 박가언, 김양언, 김보연
- 홍보진행 : 이상무, 황기섭, 김윤정, 이연이
- 광고디자인 : 배광호
- 온라인마케팅지행 : 엔키노
- 모바일마케팅지행 : 보보스컴퍼니
- 마케팅/홍보대행 : 래핑보아
- 인쇄 : 디보아이앤씨
- 광고 : 아트서비스, 솔빛광고

## 제작사
- 코리아엔터테인먼트 (제작사)
- CJ 엔터테인먼트 (제공)
- CJ 뮤비 & 조이 펀드, 센츄리온기술투자, CJ 창업투자, 튜브인베스트먼트, 삼성벤처투자 (공동제공)

## 비판
"싸움의 기술"은 학교폭력, 집단 따돌림을 묘사한 장면이 나와 이를 본 사람들은 초중고학생들이 모방을 할 수 있다고 강력하게 반발했다.